# Педлер, Кит
Кит Педлер (настоящие имя и фамилия — Кристофер Магнус Хоуард Педлер) (англ. Kit Pedler; 11 июня 1927, Лондон — 27 мая 1981, Кент) — английский учёный-медик, писатель, сценарист, биолог. парапсихолог. Доктор наук.

## Биография
Окончил Лондонский университет и медицинскую школу в Вестминстере. По образованию — врач-офтальмолог. С 1953 года занимался медицинской практикой.
Затем перешёл к исследованиям в области экспериментальной патологии глазных болезней, за которые получил вторую докторскую степень.
Возглавлял кафедру анатомии и электронной микроскопии Лондонского университета. Опубликовал ряд научных работ по патологии зрения.
Умер от сердечного приступа в своем доме в графстве Кент.

## Творчество
В середине 1960-х годов стал неофициальным научным консультантом съемочной группы британского научно-фантастического телесериала компании «Би-би-си» «Доктор Кто» об инопланетном путешественнике во времени. Проявляя интерес к проблемам изменения науки и прогрессу, создающему угрозу для жизни на Земле, стал одним из создателей понятия — Киберлюди.
Написал три сценария для «Доктор Кто»: «Десятая планета», «Лунная база» и «Гробница киберлюдей».
Вместе с Джерри Девисом организовал на британском телевидении 37-серийную «алармистскую» научно-фантастическую программу «Тревога» (или «Вахта конца света», Doomwatch ), посвящённую научным открытиям, которые могут нести человеку неожиданную угрозу, в первую очередь, экологическую. Эта программа, состоявшая из нескольких десятков выпусков, показывалась на канале BBC One в течение трех сезонов с 1970 по 1972 год.
Кит Педлер — автор научно-фантастических и научно-популярных произведений.
В научно-популярной книге «The Quest for Gaia», используя гипотезу Геи Джеймса Лавлока, изложил ряд практических советов по созданию экологически устойчивого образа жизни.

## Избранная библиография

### Романы
- Мутант-59 (Mutant 59: The Plastic-Eater, 1971, в соавторстве с Джерри Дэвисом)
- Brainrack (1974, в соавторстве с Джерри Дэвисом)
- Каркас мозга (1974)
- Вахта конца света (Doomwatch: The World in Danger, 1975)
- Угроза с Диностара (The Dynostar Menace (1975, в соавторстве с Джерри Дэвисом).

### Рассказы
- Deus Ex Machina? (1970)
- Image In Capsule (1970)
- The Long-Term Residents (1971)
- Terence and the Unholy Father (1972)
- White Caucasian Male (1973)

## Киносценарии
- Доктор Кто (Doctor Who: The Tomb of the Cybermen, 1989, в соавторстве с Джерри Дэвисом)

## Прочие произведения
- The Quest for Gaia: A Book of Changes (1979)
- Mind Over Matter: A Scientist’s View of the Paranormal (1981)

## Парапсихология
В 1981 написал книгу «Разум над материей» (Mind Over Matter: A Scientist’s View of the Paranormal), послужившей сценарием для телесериала. В книге привел доводы в пользу таких явлений, как психокинез и экстрасенсорное восприятие.